# Ricardo Balaca
Ricardo Balaca y Orejas-Canseco (n. 31 decembrie 1844, Lisabona, Portugalia – d. 12 februarie 1880, Aravaca⁠(d), Noua Castilie⁠(d), Spania) a fost un pictor și ilustrator spaniol specializat în scene de luptă. Fratele său, Eduardo, a fost, de asemenea, un pictor binecunoscut.

## Biografie
Balaca s-a născut la Lisabona. Tatăl său a fost pictorul, José Balaca, care locuia temporar acolo, plecând în exil din motive politice. Și-a început pregătirea artistică în atelierul familiei și a terminat la Real Academia de Bellas Artes de San Fernando din Madrid, unde a studiat sub îndrumarea lui Federico de Madrazo. Talentele lui s-au arătat la o vârstă fragedă; avea doar treisprezece ani când a avut prima expoziție la Expoziția Națională de Arte Plastice, primind „mențiune de onoare”.
A creat desene, ilustrații și numeroase portrete, dar este amintit în principal pentru portretele sale de lupte în stil romantic. În timpul celui de-al treilea război carlist a servit ca corespondent pe frontul de nord în armata regelui Alfonso al XII-lea . Scenele sale istorice notabile de luptă includ Bătălia de la Almansa, care a fost inițial expusă în Palacio de las Cortes⁠(d), și Bătălia de la Bailén.
El a furnizat, de asemenea, ilustrații pentru o ediție de lux a romanului lui Miguel de Cervantes, Don Quijote, adnotat de cercetătorul lui Cervantes  Nicolás Díaz de Benjumea și publicat de Montaner y Simón după moartea lui Balaca. Se pare, însă, că nu toate cele aproape trei sute de ilustrații sunt realizate de Balaca, deși nimeni altcineva nu a fost creditat oficial în prima ediție. Într-o retipărire, publicată în 1970, Josep Lluís Pellicer⁠(d) a fost prezentat și el drept realizator al ilustrațiilor.
A murit la Madrid, la vârsta de 35 de ani. Niciuna dintre sursele disponibile nu oferă o cauză pentru moartea sa prematură.

## Picturi alese

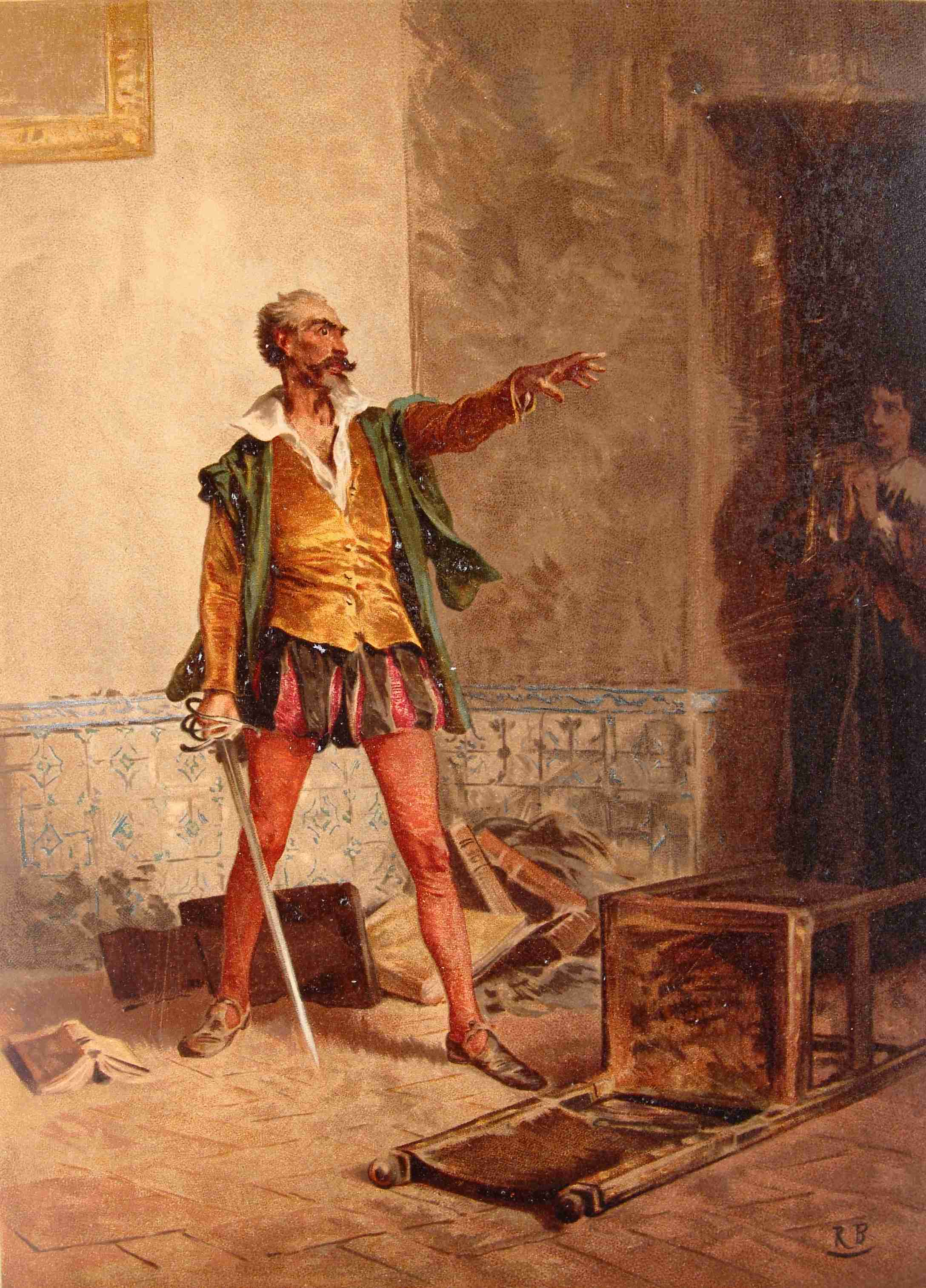
Ilustrație din Don Quijote
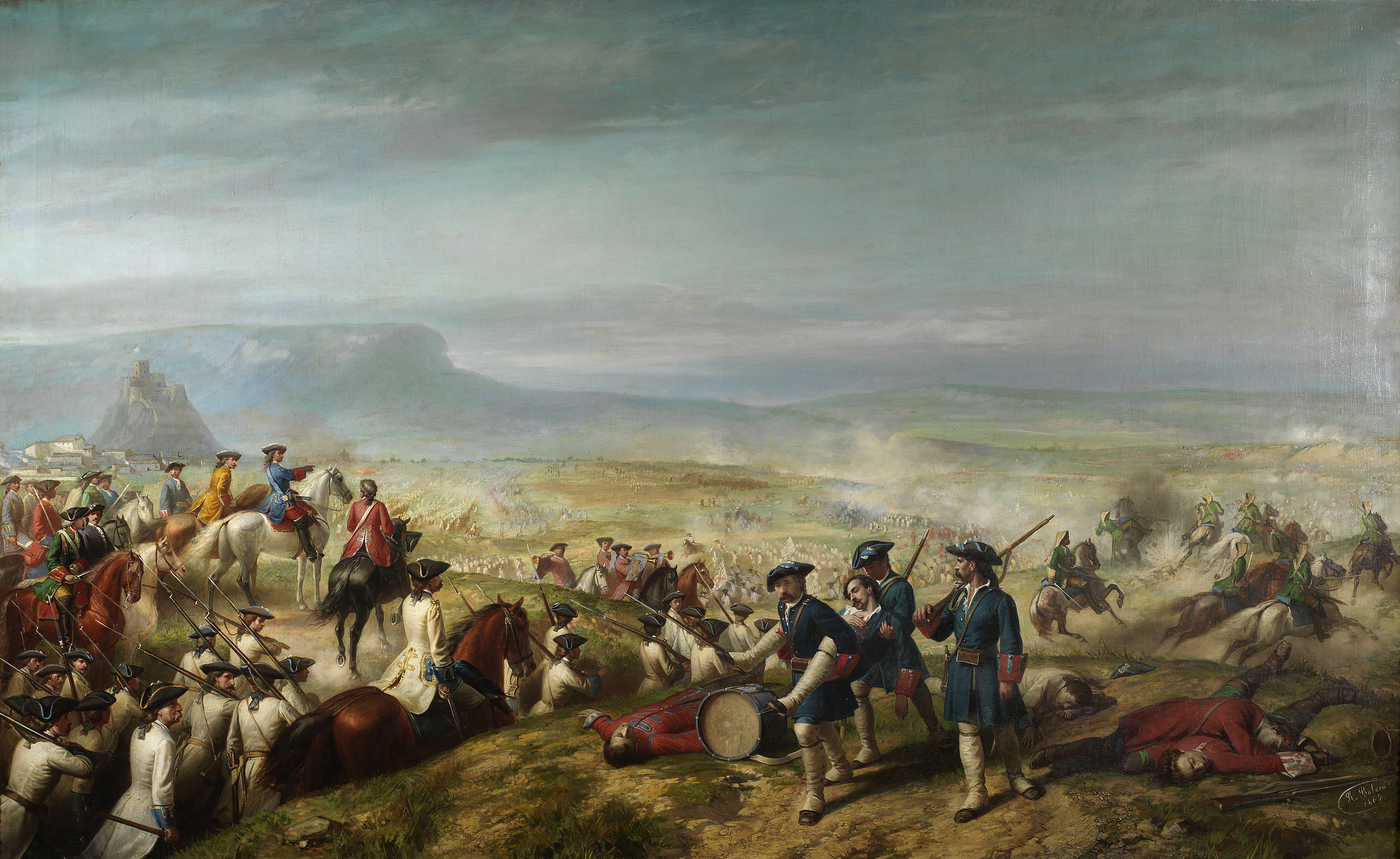
Bătălia de la Almansa
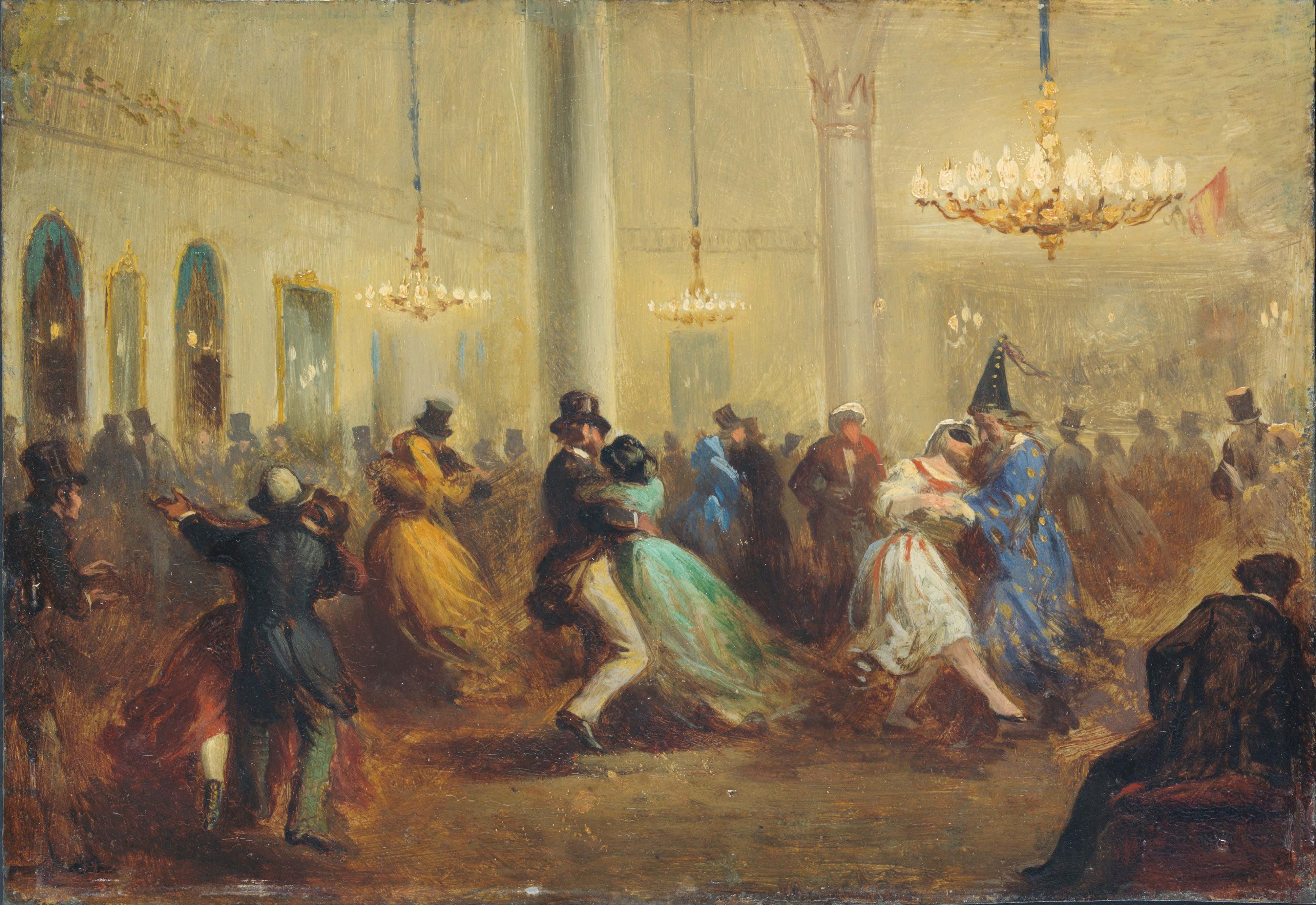
Capelani dansatori
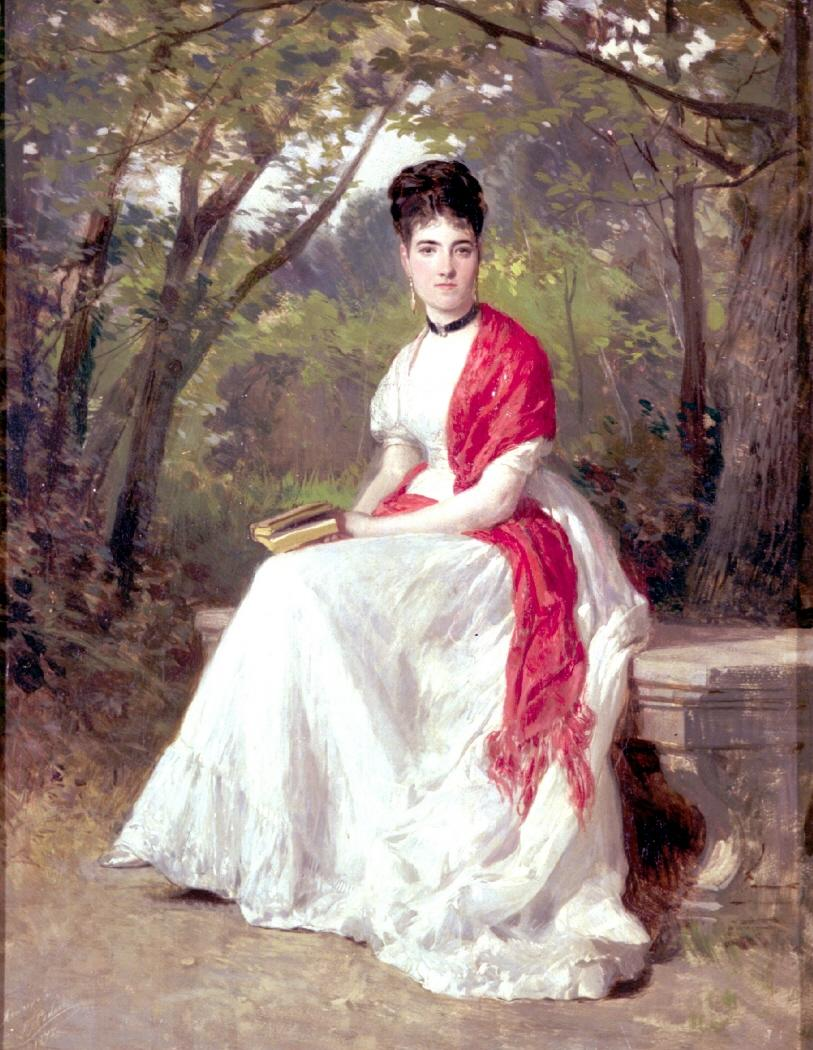
Portretul soției sale, Teresa Vergara